# Mito (Ibaraki)
Mito (水戸市 -shi) é a cidade japonesa capital da província de Ibaraki.
Em 2005 a cidade tinha uma população estimada em 248.615  habitantes e uma densidade populacional de 1,223.24 h/km². Tem uma área total de 217.45  km².
Recebeu o estatuto de cidade a 1 de Abril de 1889.

## Esportes
Mito é a cidade sede da equipe de futebol Mito HollyHock, cujo disuta a J-League.

## Famosos moradores
- Aizawa Seishisai (1782-1863)
- Stomu Takeishi (1964, tocador de baixo)

## Cidades-irmãs
- Anaheim, Estados Unidos
- Chongqing, China